# 矢作敏行
矢作敏行（やはぎ としゆき、1945年- ）は、日本の経営学者。学位は、商学博士（神戸大学・論文博士・2000年）。法政大学名誉教授。日経・経済図書文化賞受賞。

## 略歴
新潟県出身。1969年国際基督教大学教養学部卒、日本経済新聞社編集局入社。90年法政大学経営学部教授（流通論）。2000年「コンビニエンス・ストア・システムの革新性」で神戸大学より博士（商学）の学位を取得。2016年定年、名誉教授。2022年日経・経済図書文化賞受賞。
法政大学イノベーション・マネジメント研究センター所長として2009年5月、流通関連11団体および4学術団体・研究機関の協力を得て、同センター内に商業・流通・消費財産業関連のデポジット・ライブラリー（資料保存図書館）「流通産業ライブラリー」を創設し、戦前・戦後の流通産業化に関する文献・資料の包括的なナショナル・センターを目指す。日本リテイリングセンターの蔵書約2万5千冊を所蔵する「ペガサス文庫」や雑誌・商業界初代主幹倉本長治、同二代主幹倉本初夫の個人蔵書を収めた「倉本文庫」を設置したほか、鈴木安昭青山学院大学名誉教授ら多数の研究者の蔵書を受け入れ、一般の利用者に閲覧サービスを提供している。

## 著書
- 『現代小売商業の革新 流通革命以降』日本経済新聞社 1981
- 『コンビニエンス・ストア・システムの革新性』日本経済新聞社 1994
- 『現代流通 理論とケースで学ぶ』有斐閣アルマ　1996
- 『小売りイノベーションの源泉 経営交流と流通近代化』日本経済新聞社 1997
- 『小売国際化プロセス 理論とケースで考える』有斐閣 2007

### 共編著
- 『改正大店法時代の流通 規制緩和でどう変わるか』清成忠男共編 日本経済新聞社 1991
- 『生・販統合マーケティング・システム』吉田健二,小川孔輔共著 白桃書房 1993
- 『マテリアル流通と商業』鈴木安昭,関根孝共編 有斐閣 1994
- 『流通規制緩和で変わる日本』法政大学産業情報センター共編 東洋経済新報社 1997
- 『欧州の小売りイノベーション』編著 白桃書房 2000
- 『アジア発グローバル小売競争』ロス・デービス共編 外川洋子監訳 日本経済新聞社 2001
- 『中国・アジアの小売業革新 全球化のインパクト』編 日本経済新聞社 2003
- 『日本の流通100年』石原武政共編 有斐閣 2004
- 『発展する中国の流通』関根孝,鍾淑玲, 畢滔滔共著 白桃書房 2009
- 『渥美俊一チェーンストア経営論体系』全3巻　編 白桃書房 法政大学イノベーション・マネジメント研究センター叢書 2010
- 『日本の優秀小売企業の底力』編著 日本経済新聞出版社 2011
- 『デュアル・ブランド戦略 NB and/or PB』編著 有斐閣 2014
- 『地域商業の底力を探る 商業近代化からまちづくりへ』川野訓志,三橋重昭共編著 白桃書房 2017

## 論文
- <矢作敏行